# Sína Lvová
Sína Lvová, rozená Eufrosina Drahorádová, též Sína Drahorádová-Lvová nebo Soňa Drahorádová-Lvová, (28. ledna 1897 Královské Vinohrady – 1976 Praha) byla česká prozaička, autorka románů, redaktorka a překladatelka z japonštiny.

## Život
Narodila se na Královských Vinohradech jako nemanželská dcera švadleny Kamily Marie Drahorádové (̈* 1872) a vyrostla v ženské domácnosti své matky a jejích mladších sester Vilemíny a Adolfíny. Se středoškolským vzděláním nastoupila do advokátní kanceláře v Praze a provdala se za inženýra Lva. Ve 30. letech začala publikovat novinové články na ženská témata (například v Národních listech) a vydávat první sešitové publikace (příručka kuchařských receptů Saláty vyšla roku 1937).
Zajímaly ji však především exotické země Afriky a Dálného východu, které nikdy nenavštívila. Reálie pro své knihy studovala v češtině nebo němčině, inspiraci exotickými romány obvykle převedla do dobového romantismu a exotismu beletrie pro ženy nebo pohádek pro děti.

## Dílo
Publikovala celou řadu dětských pohádek z českého i exotického prostředí (čínské, africké nebo indiánské pohádky). Užívala přitom předlohy či odborné knihy přeložené z asijských jazyků do němčiny nebo do češtiny.
- Neskromný mraveneček – výprava letadlem do srdce černého světadílu, 1941
- Dcera dračího krále, 1941 (pohádka čínských dětí, německy)
- Z pohádek českého lesa: příhody ježka, myšky, vlaštovky a můry, 1942
- Jak králíček chytil slunce, 1941 (indiánská pohádka)

Překládala romány a poezii z japonského a čínského prostředí.
- Kawoyo: román ze starého Japanu, 1943
- Čínské básně
- Čin Ping Mei, čili, Půvabné ženy: původní čínský lidový román z XII. století, 1943 (Milostná dobrodružství a rodinný život krásného mandarina Hsi Mena) – české zpracování německého překladu.

Zpracovávala cestopisné zápisky a cestovatelské deníky českého (rakouského) antropologa a misionáře P. Pavla Šebesty, které vycházely ve spoluautorství.
- Mezi trpaslíky a negry, 1940. (Život afrických Pygmejů)
- Tajnosti afrického pralesa: Život a zvyky obyvatel afrického pralesa, kouzelnictví a pověry, tajné obřady a svazy, kanibalismus a víra v duchy zemřelých, 1948.
- Mezi nejmenšími lidmi světa, 1959. (Výzkumy lidských trpasličích plemen v Asii a Africe)

## Sbírka
Sbírala čínské a japonské uměleckořemeslné památky, mj. šperky a galanterii. Její pozůstalost včetně rukopisů je uložena v Náprstkově muzeu v Praze.